# ボンボンチェリー
ボンボンチェリーは2010年7月から2020年9月までビデオをリリースしていたアダルトビデオメーカー。

## 概要
デカ乳の異常なマニアである個人がやっている妄想族グループのアダルトビデオメーカー。初撮り・初脱がせ・素人・超乳 を基本にしていると語っており、本物の素人の超乳を見れるアダルトビデオとしてアピールしており、100作以上リリースした。
発足後約1年で20人以上の超乳女性を出演させ、毎月2作品を同時発売するほどであったが、2020年以降活動は見られない。

## 主な作品
バストサイズでいうと、出演作の中ではTカップや154cmが最大。
- 『かりん 19才 H〜Iカップ 98センチ』(2010年7月19日)
- 『なる美 19才 Jカップ 106センチ』
- 『みちか 19才 Lカップ 126センチ』
- 『未成年いつか 1×才 Hカップ 95センチ』
- 『さや 27才 Nカップ 130センチ』
- 『みちか 2 19才最後の超乳 Lカップ 126センチ』
- 『みちか 本番あります 20才 Lカップ 126センチ』
- 『あやね 26才 Qカップ 141センチ』
- 『亜子 25才 Mカップ 133センチ』
- 『あやね 初本番あります 26才 Qカップ 141センチ』
- 『アンジュ 21才 Kカップ 116センチ』
- 『かんな 18才 Jカップ 108センチ』
- 『ゆら 20才 Pカップ 139センチ』
- 『えりな 32才 Kカップ 122センチ』
- 『いぶき 28才 Oカップ 141センチ』
- 『独占！ 見たことない！ Tカップ はるき 144センチ 26才 トップとアンダー差が軽く50センチ超！』
- 『独占！Lカップ みちか 初母乳あります 20才 126センチ』
- 『りんこ 29才 R→Sカップ 152センチ』
- 『めぐみ 33才 Rカップ 152センチ』
- 『独占！ 素人初撮り！ 顔の2倍は絶対ある！ とてつもない超乳の人妻！ Qカップ なつこ 29才 154センチ』
- 『独占！ Q→Rカップ あやね 超乳増量！本番あります 27才 144センチ』
- 『独占！ 超乳史上最大値Tカップ！ 大地を揺るがす巨大乳房が大復活！ 144センチ はるき 26才』(2012年6月1日)
- 『完全独占！ボンボンチェリー 超乳素人とボンボンおじさんの3000日 前編』(2017年3月1日)
- 『完全独占！他メーカーでは絶対見られない！とてつもない超乳素人 2016-2017 ぜんぶ見せます！ / BomBom Cherry』(2017年4月1日)
- 『デカすぎてごめんなさい！超・超乳 Tカップ ！149センチ！嶋村聡子 26才 デビュー』(2018年4月30日)
- 『Nカップ素人さん着衣超乳 梨乃28才 既婚 妊娠中 B140センチ SEX場面は有りませんよ、ご注意を。』(2019年9月20日)

他多数